# Orculidae
Orculidae es una familia de gasterópodos del orden de los pulmonados que incluye principalmente caracoles pequeños, pulmonados y terrestres.

## Taxonomía
La familia Orculidae contiene dos subfamilias (de acuerdo a la Taxonomía de Gastropoda (Bouchet & Rocroi, 2005)):
- Odontocycladinae Hausdorf, 1996.
- Orculinae Pilsbry, 1918 - synonyms: Pagodininae Pilsbry, 1918 (inv.); Pagodulininae Pilsbry, 1924.
- Orcula dolium[1] Draparnaud, 1801.

## Géneros
La familia Orculidae incluye los siguientes géneros:
- Odontocycladinae Hausdorf, 1996

- Orculinae Pilsbry, 1918
  - Orcula
  - Pagodulina
  - Sphyradium